# Iluraton

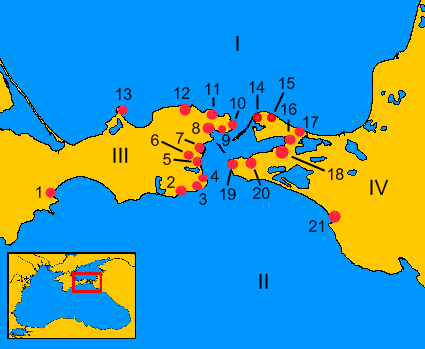
Iluraton (nr 6) oraz inne miasta i osady południowej części Królestwa Bosporańskiego:
I) Jezioro Meockie (Morze Azowskie)
II) Pontus Euxinus (Morze Czarne)
III) Półwysep Kerczeński (Krym)
IV) Półwysep Tamański
1) Teodozja
2) Kimmerikon
3) Kytaja
4) Akra
5) Nimfajon
6) Iluraton
7) Tyritake
8) Pantikapajon
9) Myrmekjon
10) Partenion
11) Portmion
12) Chersonez Zenonowy
13) Heraklion
14) Achilion
15) Kimmeris
16) Kepoi
17) Tyrambe
18) Fanagoria
19) Korkondama
20) Hermonassa
21) Gorgippia

Iluraton – twierdza bosporańska z osadą rolniczą, usytuowana 17 km na południowy zachód od Kerczu (starożytnego Pantikapajonu). Wzmianki o tej twierdzy znajdują się w dziełach Klaudiusza Ptolemeusza.

## Położenie
Położona jest koło współczesnej wsi Iwanowka, na wzgórzu stromo opadającym ku rzeczce, płynącej ze wschodu na zachód i wpadającej 5 km dalej do słonego jeziora Czurubaszskiego, w starożytności prawdopodobnie zatoki morskiej.

## Początki. Twierdza i jej znaczenie
Pierwsze ślady osadnictwa pochodzą z IV-III wieku p.n.e. Twierdza powstała w połowie I wieku n.e. jako jeden z kluczowym elementów w systemie dróg i fortyfikacji europejskiej części Państwa Bosporańskiego, broniący północno-wschodniej części Półwyspu Kerczeńskiego wraz z 2 innymi twierdzami. Twierdza kontrolowała bezpośrednio drogi wiodące z południowego zachodu do Pantikapajonu. Pełniła, oprócz roli militarnej, rolę centrum administracyjnego dla otaczających ziem. Mury obronne były kilkakrotnie poszerzane – w drugim ćwierćwieczu i pod koniec II wieku n.e. i w pierwszej połowie III wieku – i osiągnęły grubość ponad 6, w niektórych miejscach nawet 8 m. Wzmocnione były dodatkowo przez 6 baszt. Od strony zewnętrznej wyryty był rów. Wykopaliska odsłoniły wykute w skale tajne przejście z twierdzy do rzeczki.
Obecnie twierdza ta uważana jest za najważniejszy znany i najbardziej reprezentatywny przykład fortyfikacji Królestwa Bosporańskiego pierwszych wieków naszej ery, a grubość jej murów jest największa ze wszystkich znanych twierdz tego państwa.

## Osada
Wewnątrz tarasowej zabudowy osady o regularnej sieci brukowanych ulic, sprzyjających łatwemu przemieszczaniu się żołnierzy podczas oblężenia na zagrożone odcinki, zachowały się resztki domów z licznymi jamami zasobowymi i narzędziami rolniczymi. Znaleziono także wiele wytworów lokalnej prymitywnej sztuki (figurki terakotowe z wyobrażeniami Afrodyty Uranii na tronie). Do najciekawszych znalezisk należy wcześniej nieznana moneta – podwójny denar króla Sauromatesa II z końca II wieku oraz złoty medalion z wyobrażeniem Afrodyty z połowy III wieku. Odnaleziono tutaj też skarb 66 monet bosporańskich z okresu rządów Reskuporisa V, datowanych na połowę III wieku.
Ludność osady zajmowała się, oprócz rolnictwa, również hodowlą bydła, przetwórstwem rybnym, tkactwem, garncarstwem, produkcją uzbrojenia żelaznego na bazie miejscowych pokładów rud żelaza, a także broni z brązu (groty strzał). Funkcjonowała też jedna tłocznia wina. W ruinach osady odnaleziono liczne wyroby ceramiczne, w tym głównie amfory pochodzenia bosporańskiego i pontyjskiego oraz naczynia kuchenne różnego typu, przede wszystkim lokalnego pochodzenia.

## Ostatnie lata
W połowie III wieku cały region nawiedziło trzęsienie ziemi, które wyrządziło znaczne szkody w osadzie i twierdzy. Po tym wydarzeniu garnizon opuścił twierdzę, w osadzie pozostała tylko grupa mieszkańców, mieszkających tam na własne ryzyko. Jednak, kiedy po roku 267 sytuacja polityczna nagle się pogorszyła na skutek najazdów gockich, ostatni mieszkańcy osady opuścili ją w pośpiechu. Twierdza z osadą zostały zniszczone w latach siedemdziesiątych III wieku n.e.

## Nekropola
Obejmuje tzw. górną nekropolę, znajdującą się 200 m na południowy wschód od osady, i tzw. dolną, położoną na północny wschód.
W górnej nekropoli pochówki zostały ograbione jeszcze w starożytności, naliczono tutaj 210 grobów. Nekropola ta znana była już w XIX wieku. Znajdują się tutaj mogiły ziemne, rzędy pochówków w pomieszczeniach powstałych w wyniku pozyskiwania surowca kamiennego, katakumby z dromosami i kamiennymi miejscami spoczynku zmarłych, jedno- lub dwukomorowe grobowce wyłożone starannie ociosanymi płytami wapiennymi z nasypami kurhanowymi do 3 m wysokości. Na nekropoli odkryto liczne amfory z IV-I wieku p.n.e., fragmenty czarek megarskich i pontyjską miedziana monetę z lat siedemdziesiątych I wieku p.n.e., co świadczy o wcześniejszym osadnictwie, zanim powstała twierdza. Z rzymskiego okresu pochodzą już przykłady ceramiki z czerwonej laki i gliny, naczynia metalowe, broń i lusterka typu sarmackiego, ozdoby, głównie z brązu, ale także ze srebra i złota. W grobach spotyka się liczne przykłady specjalnie zdeformowanych, wydłużonych czaszek, charakterystycznych dla niektórych plemion sarmackich. Świadczy to o obecności w garnizonie twierdzy sarmackich wojowników. W pobliżu pochówków odnaleziono ślady styp z obecnymi fragmentami ceramiki, terakot, wyrobów brązowych i żelaznych, a wśród nich najcenniejsza, terakotowa figurka o wysokości 62 cm, pochodzenia bosporańskiego, z wyobrażeniem bogini Fortuny.
Nekropola dolna został odkryta dopiero w latach trzydziestych XX wieku na terenie wsi Iwanowka. Pochówki tutaj są datowane na I-III wiek p.n.e. Do lat dziewięćdziesiątych odkryto 47 grobowców, z dominującym typem grobu w postaci kamiennej skrzyni, przykrytej kilkoma wapiennymi płytami. W inwentarzu grobowym żeńskich pochówków odnaleziono korale z paciorkami ze szkła, chalcedonu i agatu, brązowe zwierciadła typu sarmackiego, naczynia szklane i z czerwonej laki, pierścienie. W grobowcach męskich odkryto długie miecze, kindżały, kopie i naczynia do picia wina. Charakter pochówków na dolnej nekropoli świadczy o tym, że było to miejsce pochówków nie tylko mieszkańców Iluratonu i żołnierzy jego garnizonu, ale także dla mieszkańców pobliskich osiedli, dla których twierdza była centrum administracyjno-wojskowym.

## Wykopaliska
Stanowisko znane jest od 1827, a badania systematyczne prowadzone są od 1947. W ciągu 60 lat wykopalisk odsłonięto tutaj około 25% powierzchni twierdzy z 26 budynkami i ponad 250 pochówków.